# Hyloniscus parnesius
Hyloniscus parnesius là một loài chân đều trong họ Trichoniscidae. Loài này được Verhoeff miêu tả khoa học năm 1939.